# Haruka
Haruka  è un nome proprio di persona giapponese femminile e, talvolta, anche maschile.

## Origine e diffusione
Deriva dal giapponese 遥, "distante", "lontano"; può però anche essere composto da un primo elemento 春 (haru, "primavera") o 晴 (haru, "chiarire", "risolvere") combinato ad un secondo elemento 花 (ka, "fiore") o 香 (ka, "profumo"). Quest'ultimo elemento si ritrova anche in Mika, Chikako e Shizuka.

## Onomastico
Il nome è adespota, ovvero non è portato da alcuna santa. L'onomastico ricade dunque il 1º novembre, giorno di Ognissanti.

## Persone
- Haruka Ayase, attrice, cantante, modella e gravure idol giapponese
- Haruka Tomatsu, doppiatrice giapponese

## Il nome nelle arti
- Haruka è il nome originale di Vera, personaggio dei Pokémon.
- Haruka Fukagawa è un personaggio della serie manga e anime Lovely Complex.
- Haruka Godai è un personaggio della serie manga e anime Maison Ikkoku.
- Haruka Haruno è un personaggio della serie anime Go! Princess Pretty Cure.
- Haruka Inui è lo pseudonimo usato da Toshifumi Nakasono, fumettista giapponese.
- Haruka Koga è un personaggio della serie manga e anime H2.
- Haruka Nanase è un personaggio della serie anime Free!.
- Haruka Nogizaka è un personaggio della light novel Nogizaka Haruka no himitsu.
- Haruka Suzushiro è un personaggio della serie animata Mai-HiME.
- Haruka Ten'ou è un personaggio della serie manga e anime Sailor Moon.